# Bronzestandarten von Alaca Höyük

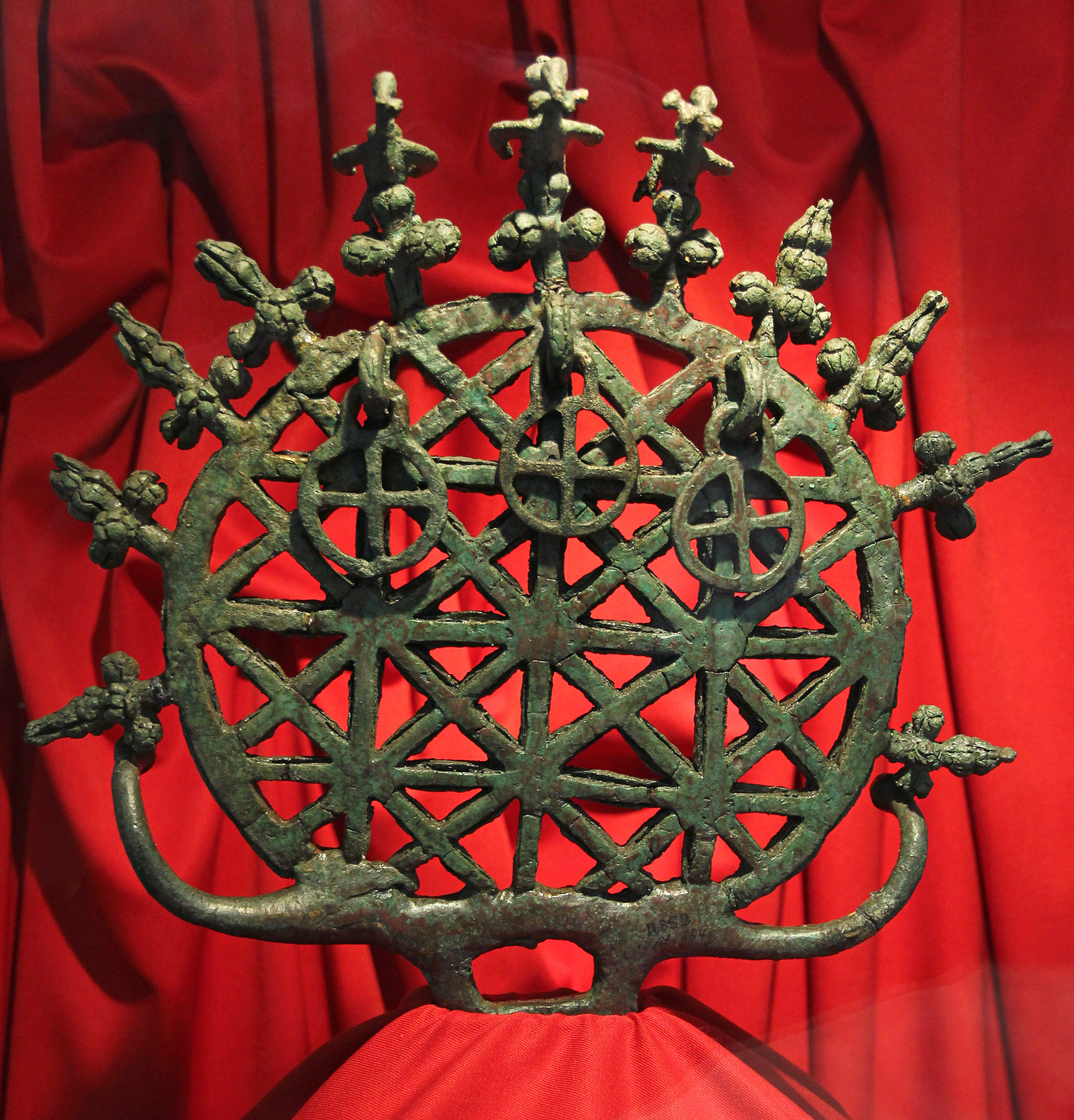
Scheibenförmige Standarte

Als Bronzestandarten von Alaca Höyük wird eine Reihe von bronzenen Gegenständen bezeichnet, die in den sogenannten Fürstengräbern in Alaca Höyük als Grabbeigaben gefunden wurden. Sie werden allgemein als Kultgegenstände und wahrscheinlich als Wagenzubehör angesehen.

## Fund
In den Jahren 1935–1939 erforschten die türkischen Archäologen Hâmit Zübeyir Koşay und Remzi Oğuz Arık die Fundstätte Alaca Höyük im heutigen Landkreis Alaca der türkischen Provinz Çorum. Dabei ergruben sie unter anderem 14 Gräber der frühen Bronzezeit, für die sich die Bezeichnungen Fürstengräber oder Königsgräber eingebürgert haben. Neben den Bestattungen selbst, einzeln oder paarweise, wurden zahlreiche Grabbeigaben gefunden, darunter auch über vierzig der hier beschriebenen Standarten.

## Aussehen
Der Archäologe Winfried Orthmann teilt die Artefakte in zwei Hauptgruppen ein, zum einen reine Tierfiguren und zum andern scheiben- oder ringförmige Gegenstände mit oder ohne zusätzliche Tierdarstellungen. Die zweite Gruppe unterteilt er nochmals nach Form und Inhalt der Scheiben oder Ringe und nach den gezeigten Lebewesen.
Die Tiergestaltigen zeigen entweder einen Hirsch oder einen Stier. Die Füße stehen jeweils auf vier Stützen, die zu einem Dorn zusammenlaufen, der vermutlich der Befestigung in einem vergänglichen Material, wohl Holz, diente. Die Hirsche tragen ein beeindruckendes Geweih, die Stiere haben lange, bogenförmige Hörner. Die stark stilisierten Körper sind zum Teil mit silbernen Einlegearbeiten verziert, bei einigen sind Geweih und Schnauze mit Silber- oder Goldblech überzogen.
Die scheiben- oder ringförmigen Standarten sind rund, halbkreis- oder rautenförmig. Einige sind mit einem Gitter gefüllt, die Ränder mit Ansätzen in Form von Vögeln oder Blüten oder einem Strahlenkranz verziert, gelegentlich tauchen auch bewegliche Anhänger auf. Bei mehreren sind außerdem Tierfiguren zu sehen, die den Einzeltieren sehr ähneln. Auch hier tauchen hauptsächlich Hirsche und Stiere auf, im Unterschied zu den einzelnen sind sie jedoch zuweilen auch gruppiert. So wird beispielsweise ein Hirsch von zwei Stieren flankiert, bei einer anderen stehen zwei Löwen oder Panther rechts und links des Hirschs, die in die entgegengesetzte Richtung blicken. Ein weiteres Exemplar zeigt ein Tier, das als Reh oder Wildesel interpretiert wird. Am unteren Ende weisen die Scheiben oder Ringe ein Paar nach außen ragender, nach oben gebogener Hörner auf. Sie enden unten in einem Quersteg mit zwei Zapfen, die vermutlich ebenfalls der Befestigung dienten.

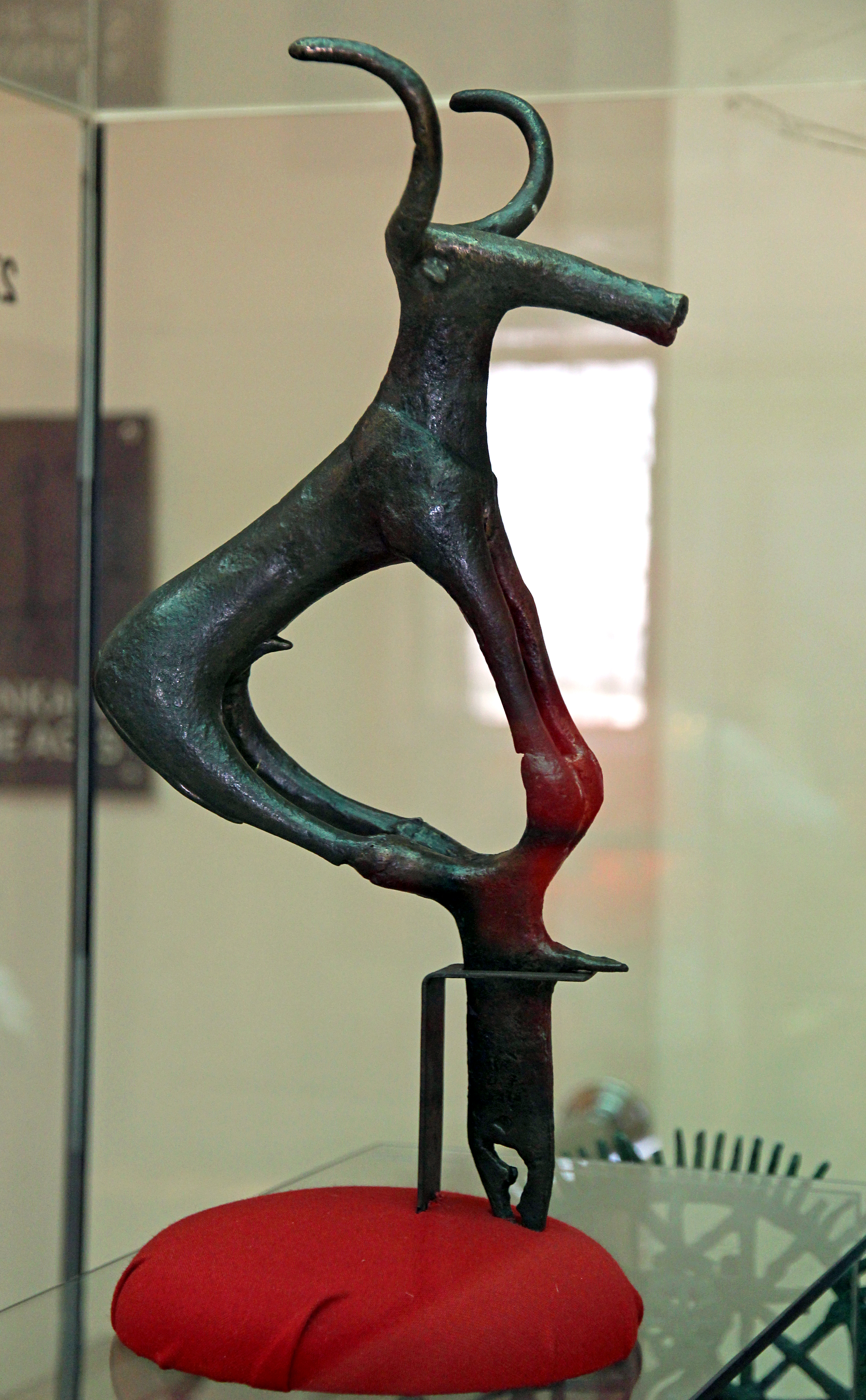
Stier
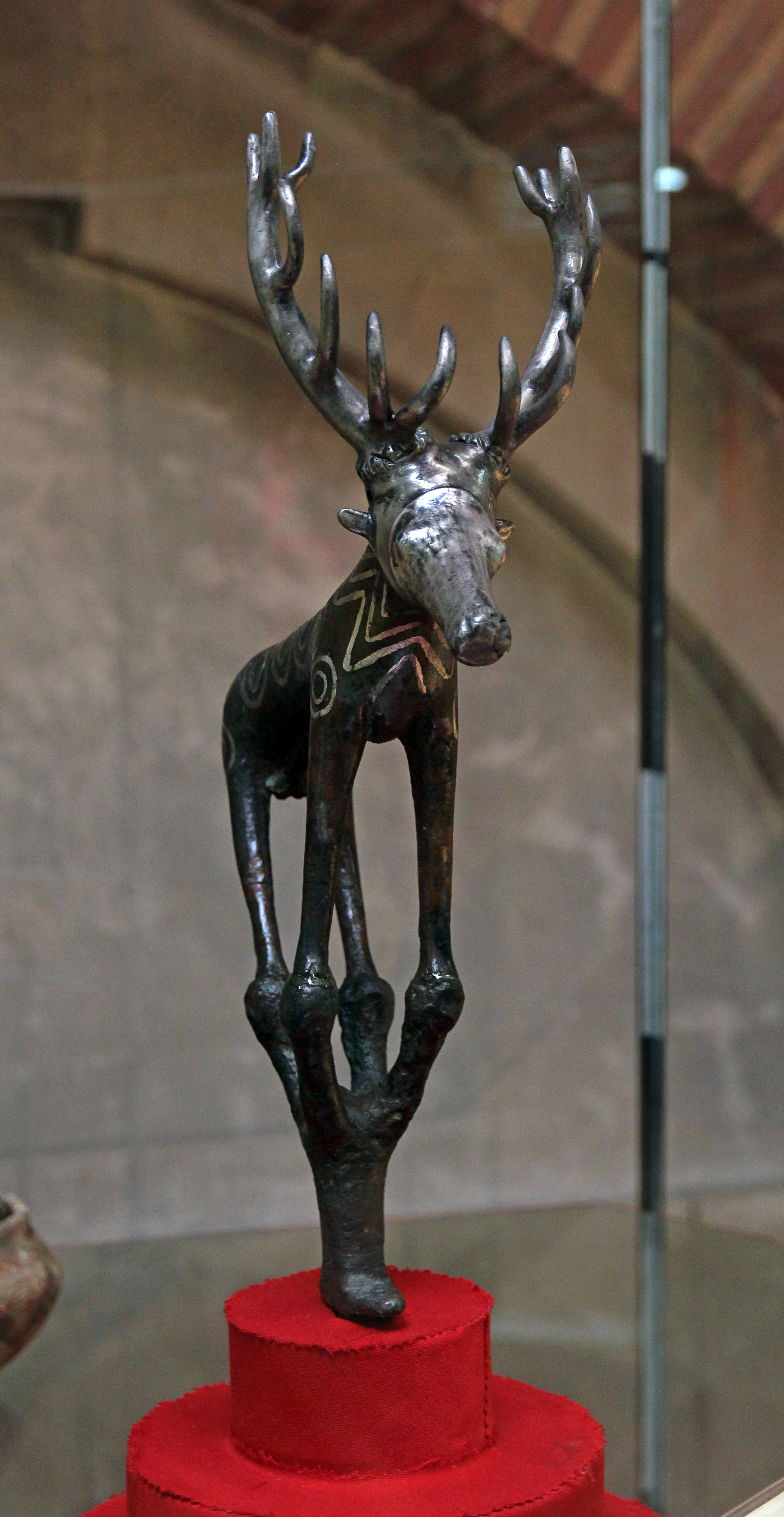
Hirsch mit Silberverzierung
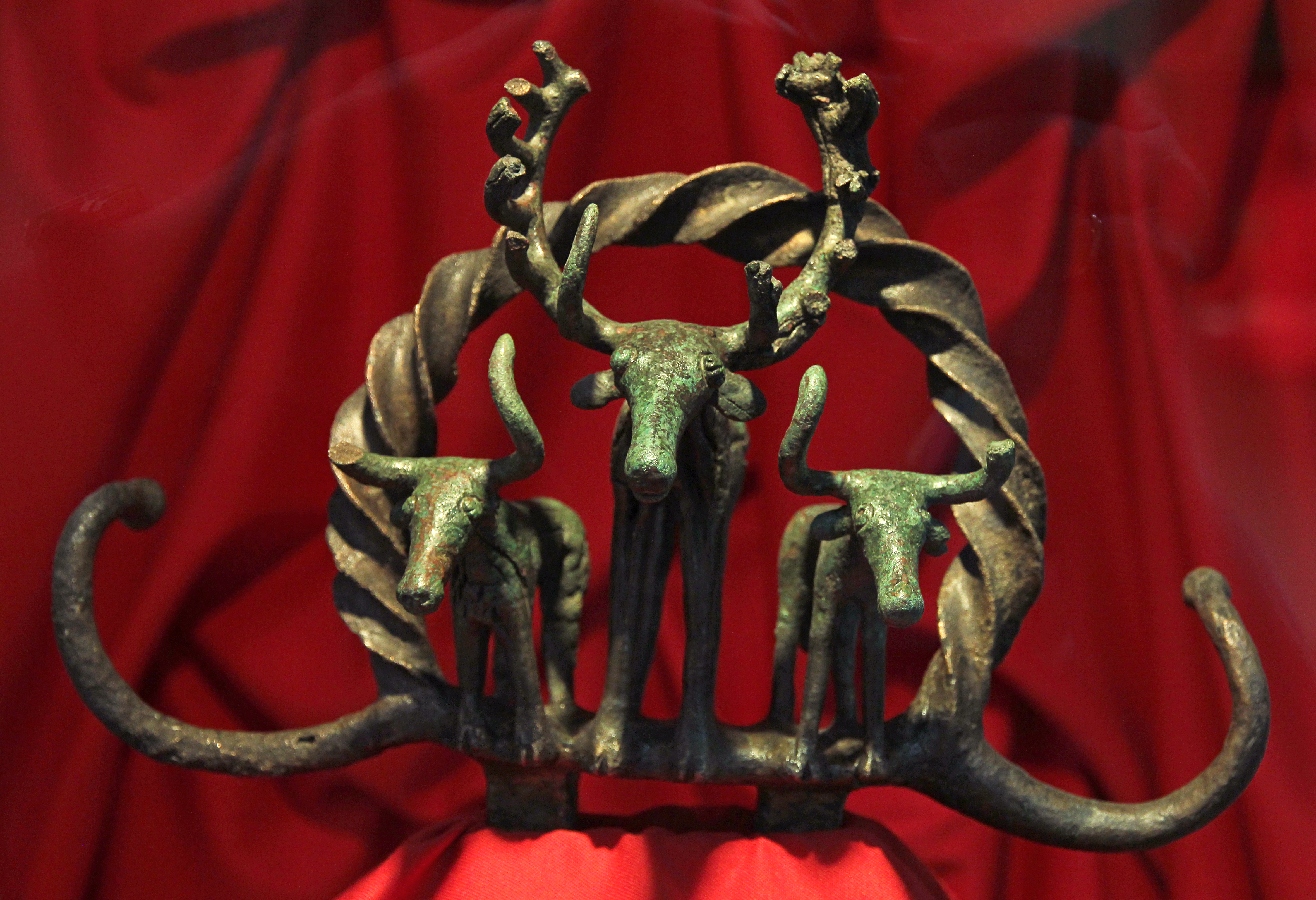
Ringförmige Standarte mit Hirsch und zwei Stieren
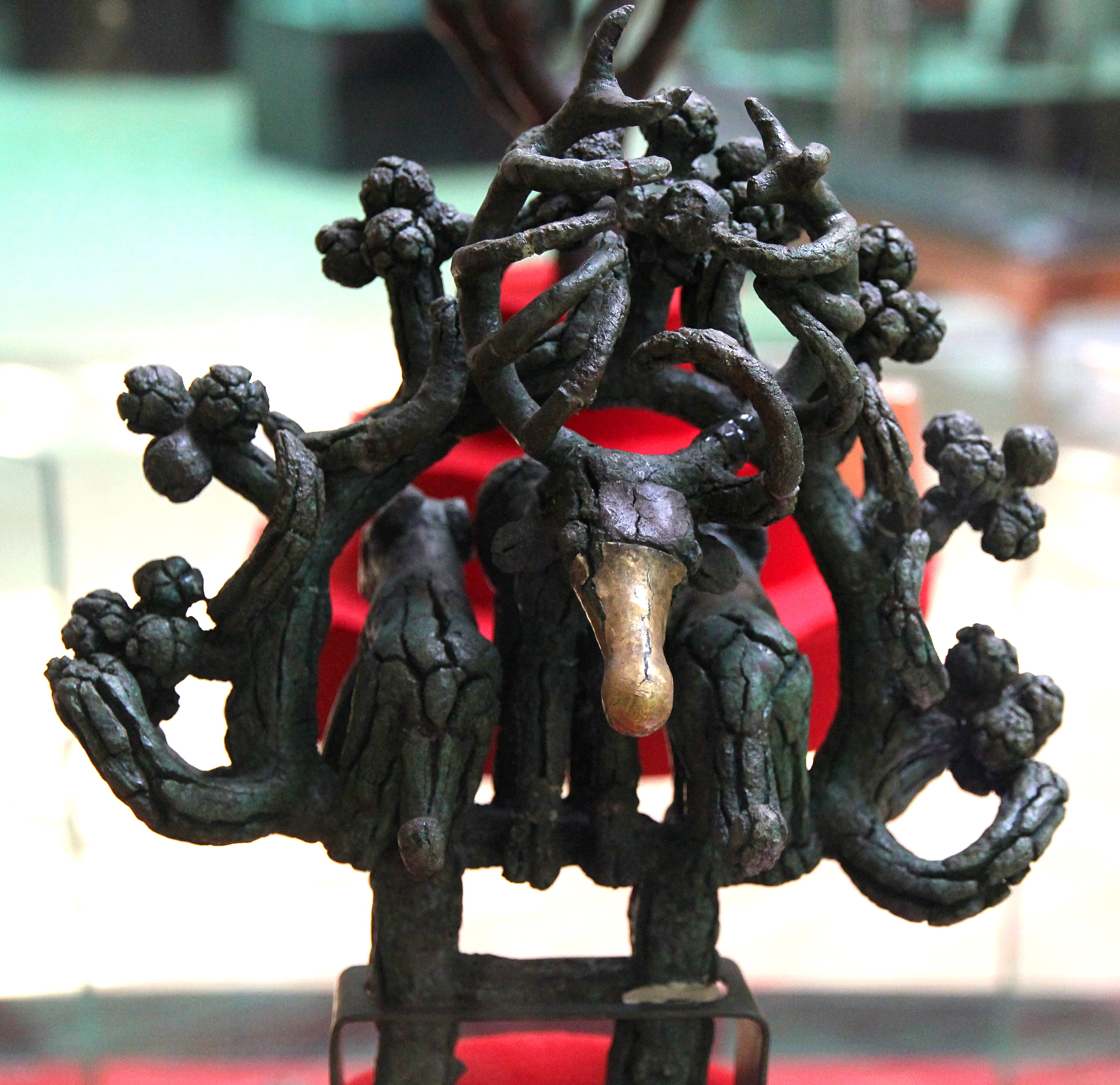
Hirsch mit Goldschnauze und zwei Löwen/Panthern

## Deutung
Aussagen über die Bedeutung und Funktion der Artefakte sind nur sehr beschränkt möglich. Die Ausgräber Koşay und Arık gingen von einer deutlich kultischen Bedeutung aus und lehnten deshalb zunächst weitere Interpretationen ab. Wegen der zum Teil strahlenförmigen Verzierung wurden sie oft als Sonnenscheiben bezeichnet, die umgebenden Ringe auch als Versinnbildlichung des Himmelsgewölbes. Dieser möglichen Deutung schließt sich neben anderen auch Kurt Bittel an. Die verbreitetste Theorie zur Funktion wurde von Seton Lloyd und James Mellaart vorgeschlagen und von Orthmann ausgebaut. Sie besagt, dass es sich um Bestandteile von Wagen handelt, die den Bestatteten mit ins Grab gegeben wurde. Auf der Deichsel, vielleicht an der Verbindungsstelle zum Joch, wurden die Stücke aufgesetzt. Von dieser Annahme rührt die Bezeichnung als Standarten. Solche Wagenbestattungen sind aus Ur und Kiš in Mesopotamien, aber auch aus den bronzezeitlichen Kurganen von Lčašen und Lalajan in Armenien bekannt. Dort wurden dazugehörige Zügelringe gefunden, die Orthmann mit den Standarten von Alaca Höyük vergleicht. Als weiteres Indiz sieht er die paarweise in den Gräbern gefundenen Schädel und Fußknochen von Rindern, die in einer Formation ähnlich einem Zuggespann angeordnet waren. Ob die ring- und scheibenförmigen Standarten hier wie in Armenien und Mesopotamien ebenfalls zur Durchführung der Zügel gedient haben, muss offenbleiben. Ebenso ungeklärt ist die Frage, weshalb in den Gräbern keine Reste der Wägen gefunden wurden, obwohl von der hölzernen Abdeckung der Gräber reiche Reste erhalten waren.
Ähnliche Funde aus Horoztepe werden von dem dortigen Ausgräber, dem türkischen Archäologen Tahsin Özgüç wegen der beweglichen Teile zum Teil als Sistrum gedeutet.

## Datierung
Der Archäologe Kurt Bittel zeigt, dass nach stilistischen Vergleichen der Keramik, die in den Fürstengräbern zu Tage kam, eine Einordnung auf alle Fälle vor der Zeit der assyrischen Handelskolonien in Kleinasien, also früher als 1900 v. Chr., anzunehmen ist. Aufgrund von Parallelen der Metallobjekte mit solchen aus der Schicht Troja II schließt er, dass die Grabbeigaben nach 2100 v. Chr. zu datieren sind. Da sich aus den unterschiedlichen Niveaus der Bestattungen ebenso wie aus stilistischen Entwicklungen bei den Beigaben ergibt, dass der Friedhof über eine längere Zeit, möglicherweise über zwei Jahrhunderte in Gebrauch war, nimmt er dafür den Zeitraum vom 22. bis zum 20. Jahrhundert v. Chr. an und damit die Zeit der hattischen Kultur, der Vorläuferin des Hethiterreiches.

## Rezeption

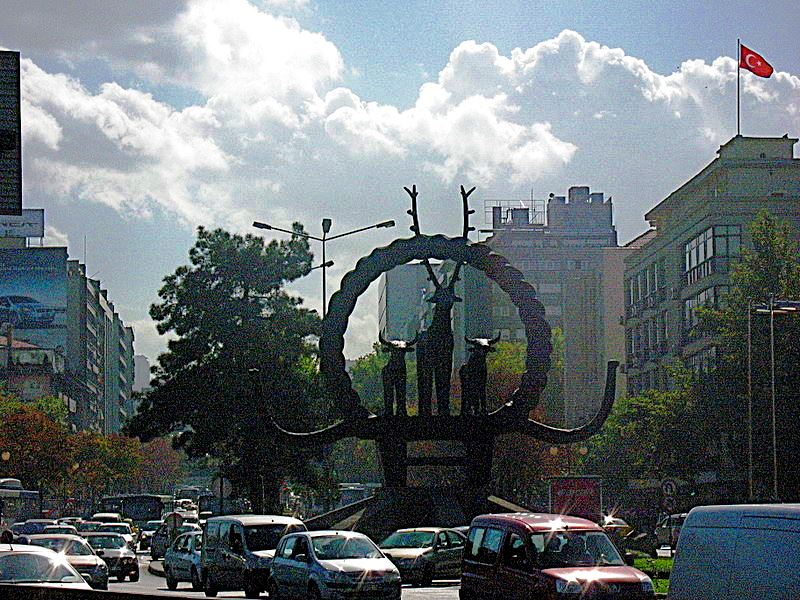
Sihhiye-Platz in Ankara

Die Bronzestandarten aus Alaca Höyük werden heute unter der Bezeichnung Sonnenscheibe, oft fälschlich Hethitische Sonnenscheibe, von verschiedenen Institutionen in stilisierter Form als Logo verwendet, so zum Beispiel von der Universität Ankara, der Stadt und der Provinz Çorum. Eine der Standarten mit einer Hirsch- und zwei Stierfiguren und Stierhörnern an den Seiten wurde in vielfacher Vergrößerung am zentralen Sıhhiye-Platz in Ankara aufgestellt.
Die Standarten sind heute im Museum für anatolische Zivilisationen in Ankara und zum Teil im lokalen Museum von Alaca Höyük ausgestellt. Im Archäologischen Museum Çorum sind Nachbildungen der Gräber und der Standarten zu sehen.